# الحظيرة الثقافية للأهقار
الحظيرة الثقافية للأهقار (كانت تسمى الحظيرة الوطنية للأهقار حتى فبراير 2011)، هي حديقة وطنية جزائرية يقع في ولاية تمنراست في أقصى جنوب الجزائر. تعد الحديقة ثاني أكبر حديقة وطنية في الجزائر، حيث تبلغ مساحتها 633887 كيلومتر مربع، تعتبر موطن لسلسلة جبال الهقار. تتميز بالثراء الأثري والتاريخي الذي لا يقدر بثمن، فهي تضم مواقع أثرية تعود إلى ما قبل 600 ألف إلى مليون عام.